# Areopag
Areopag (stgr. ὁ Ἄρειος πάγος ho Areios pagos – „wzgórze Aresa”) – w starożytnych Atenach najwyższa rada złożona z byłych archontów.
Nazwa rady pochodzi od miejsca obrad – wzgórza Aresa, które poświęcone było bogu wojny i Eryniom; ich świątynia u stóp wzgórza była azylem dla zabójców. Nie jest znany dokładny czas powstania rady areopagu.
W skład areopagu do czasów reform demokratycznych wchodzili wyłącznie przedstawiciele arystokracji. Areopagici mieli najwyższą władzę sądowniczą i polityczną w starożytnej Grecji. W gestii areopagu leżało prowadzenie polityki oraz ogólnego nadzoru nad sądownictwem i prawami. W sprawach wielkiej wagi państwowej zajmowali się wymierzaniem kar za najcięższe przestępstwa i kontrolowaniem wszelkich urzędników, w tym archontów. Areopag miał prawo odwołać ich z urzędu.
Radę Starszych zreformował w 594 r. p.n.e. archont Solon, nadając jej cech organu strzegącego praw, obyczajów i moralności, co spowodowało stopniowe ograniczanie jej kompetencji. Upadek jej znaczenia na rzecz instytucji stworzonych przez Solona, Klejstenesa i Peryklesa miał wielki wpływ na kształtowanie się początków demokratyzacji Aten.